# Puyoô
Puyoô est une commune française située dans le département des Pyrénées-Atlantiques, en région Nouvelle-Aquitaine.
Le gentilé est Puyolais.

## Géographie

### Localisation
La commune de Puyoô se trouve dans le département des Pyrénées-Atlantiques, en région Nouvelle-Aquitaine.
Elle se situe à 63 km par la route de Pau, préfecture du département, et à 14 km d'Orthez, bureau centralisateur du canton d'Orthez et Terres des Gaves et du Sel dont dépend la commune depuis 2015 pour les élections départementales.
La commune fait en outre partie du bassin de vie de Salies-de-Béarn.
Les communes les plus proches sont : 
Bellocq (1,1 km), Ramous (1,5 km), Ossages (4,3 km), Lahontan (4,5 km), Bérenx (5,1 km), Habas (5,3 km), Baigts-de-Béarn (6,1 km), Salies-de-Béarn (6,2 km).
Sur le plan historique et culturel, Puyoô fait partie de la province du Béarn, qui fut également un État et qui présente une unité historique et culturelle à laquelle s’oppose une diversité frappante de paysages au relief tourmenté.

### Communes limitrophes
Les communes limitrophes sont  Bellocq, Habas, Lahontan, Ossages et Ramous.
| Habas (Landes) | Ossages (Landes) |        |
| Lahontan       | Puyoô            | Ramous |
|                | Bellocq          |        |

### Hydrographie

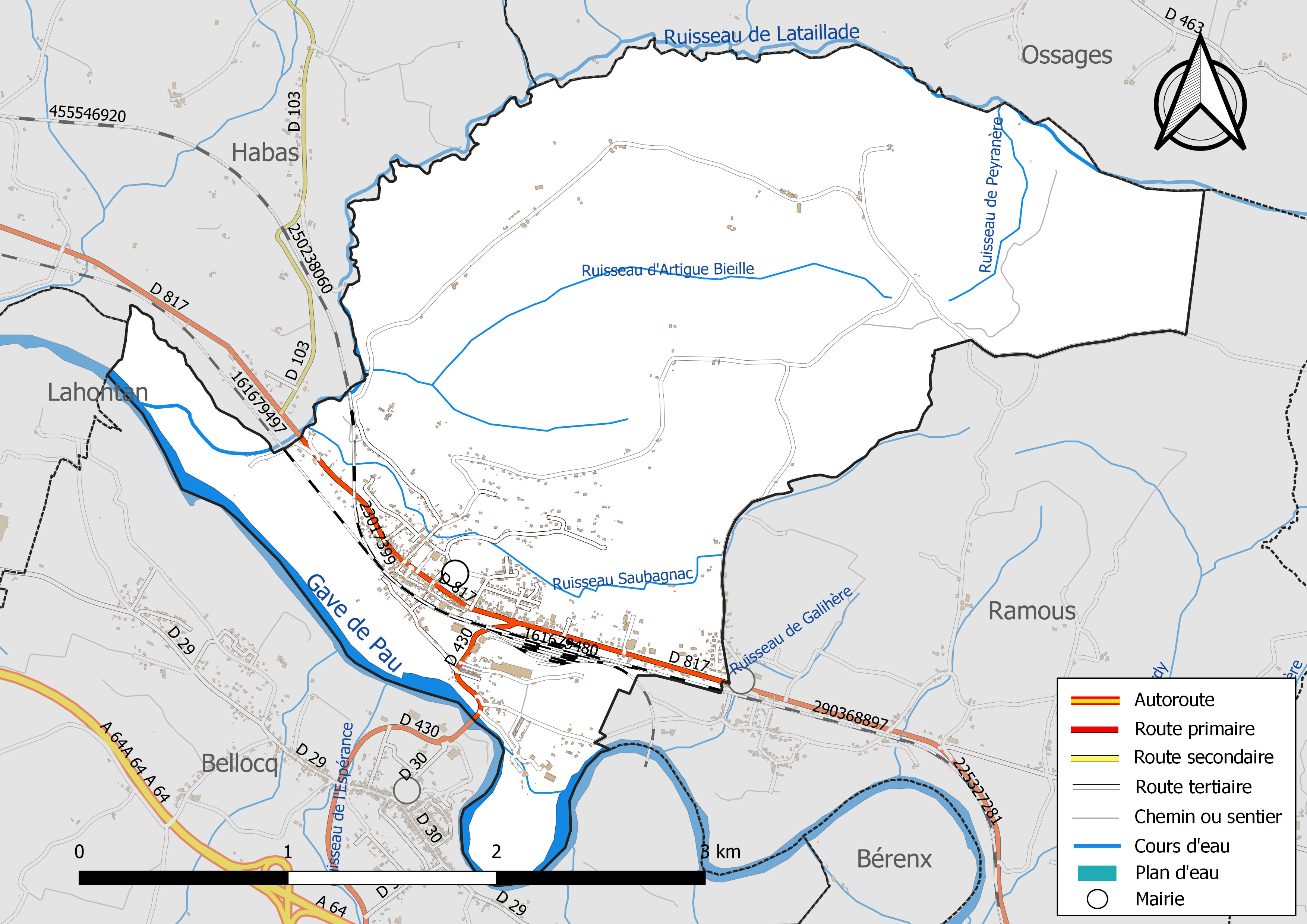
Réseaux hydrographique et routier de Puyoô.

La commune est drainée par le gave de Pau, le Lataillade, un bras du gave de Pau, le ruisseau d'Artigue-Bieille, le ruisseau de l'Espérance, le ruisseau de Loulié, le ruisseau de Peyranère, le ruisseau Saubagnac, et par divers petits cours d'eau, constituant un réseau hydrographique de 13 km de longueur totale,.
Le gave de Pau, d'une longueur totale de 192,8 km, prend sa source dans la commune de Gavarnie-Gèdre et s'écoule du sud-est vers le nord-ouest. Il traverse la commune et se jette dans l'Adour à Saint-Laurent-de-Gosse, après avoir traversé 88 communes.
Le Lataillade, d'une longueur totale de 13,7 km, prend sa source dans la commune de Saint-Boès et s'écoule d'est en ouest. Il traverse la commune et se jette dans le gave de Pau sur le territoire communal, après avoir traversé 7 communes.

### Climat
Pour des articles plus généraux, voir Climat de la Nouvelle-Aquitaine et Climat des Pyrénées-Atlantiques.
Historiquement, la commune est exposée à un micro climat océanique basque.  
En 2020, Météo-France publie une typologie des climats de la France métropolitaine dans laquelle la commune est dans une zone de transition entre le climat océanique et le climat de montagne et est dans la région climatique Pyrénées atlantiques, caractérisée par une pluviométrie élevée (>1 200 mm/an) en toutes saisons, des hivers très doux (7,5 °C en plaine) et des vents faibles.
Pour la période 1971-2000, la température annuelle moyenne est de 13,7 °C, avec une amplitude thermique annuelle de 13,9 °C. Le cumul annuel moyen de précipitations est de 1 249 mm, avec 12,6 jours de précipitations en janvier et 7,9 jours en juillet. Pour la période 1991-2020, la température moyenne annuelle observée sur la station météorologique la plus proche, située sur la commune d'Orthez à 12 km à vol d'oiseau, est de 14,1 °C et le cumul annuel moyen de précipitations est de 1 211,5 mm,. Pour l'avenir, les paramètres climatiques de la commune estimés pour 2050 selon différents scénarios d’émission de gaz à effet de serre sont consultables sur un site dédié publié par Météo-France en novembre 2022.

### Milieux naturels et biodiversité

#### Réseau Natura 2000
Le réseau Natura 2000 est un réseau écologique européen de sites naturels d'intérêt écologique élaboré à partir des Directives « Habitats » et « Oiseaux », constitué de zones spéciales de conservation (ZSC) et de zones de protection spéciale (ZPS).
Un site Natura 2000 a été défini sur la commune au titre de la « directive Habitats » : le « gave de Pau », d'une superficie de 8 194 ha, un vaste réseau hydrographique avec un système de saligues encore vivace,.

#### Zones naturelles d'intérêt écologique, faunistique et floristique
L’inventaire des zones naturelles d'intérêt écologique, faunistique et floristique (ZNIEFF) a pour objectif de réaliser une couverture des zones les plus intéressantes sur le plan écologique, essentiellement dans la perspective d’améliorer la connaissance du patrimoine naturel national et de fournir aux différents décideurs un outil d’aide à la prise en compte de l’environnement dans l’aménagement du territoire.
Une ZNIEFF de type 2 est recensée sur la commune, : 
le « réseau hydrographique du gave de Pau et ses annexes hydrauliques » (3 000,84 ha), couvrant 71 communes dont 10 dans les Landes, 59 dans les Pyrénées-Atlantiques et 2 dans les Hautes-Pyrénées.

## Urbanisme

### Typologie
Au 1er janvier 2024, Puyoô est catégorisée bourg rural, selon la nouvelle grille communale de densité à sept niveaux définie par l'Insee en 2022.
Elle appartient à l'unité urbaine de Puyoô, une agglomération intra-départementale regroupant trois  communes, dont elle est ville-centre,,. La commune est en outre hors attraction des villes,.

### Occupation des sols

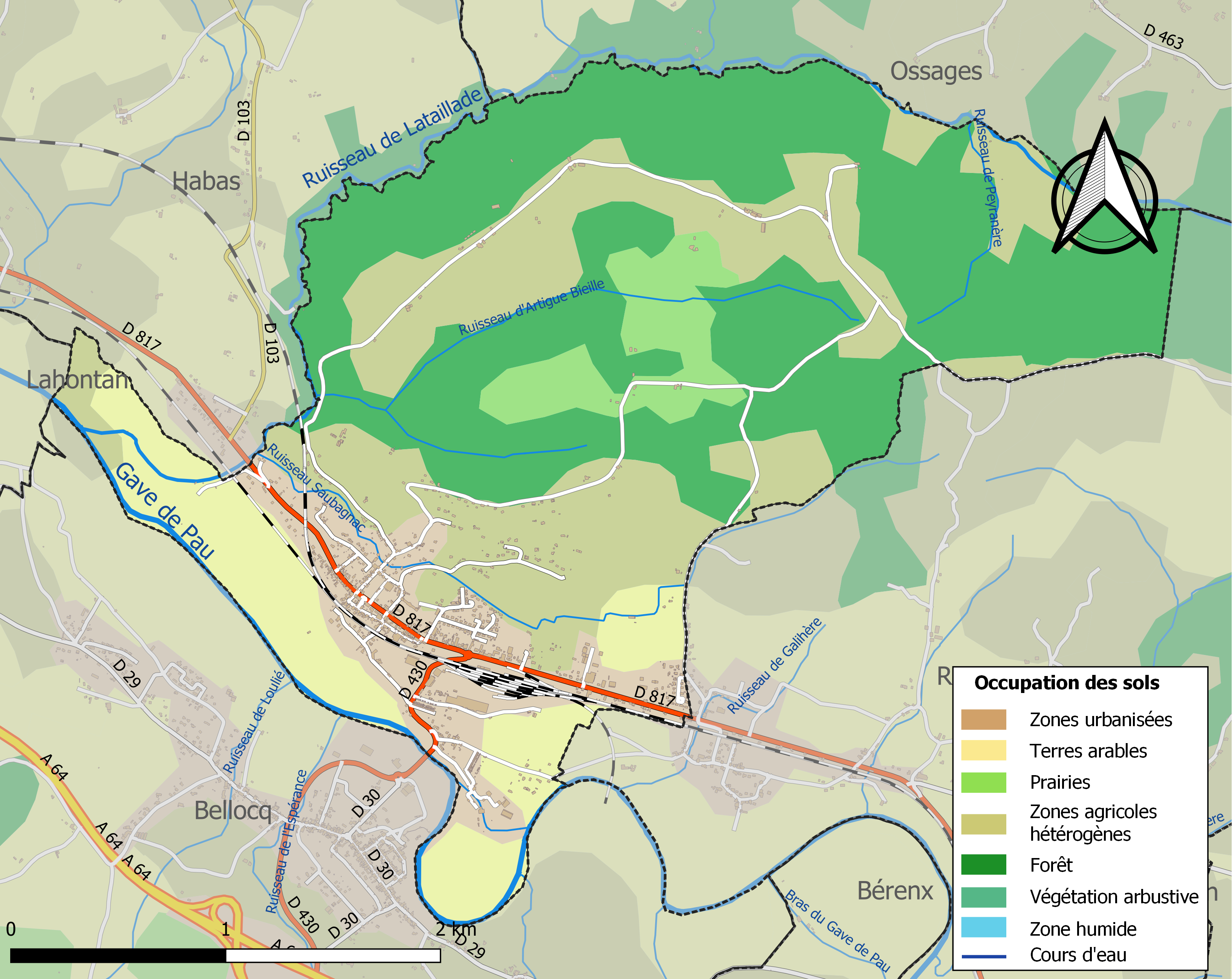
Carte des infrastructures et de l'occupation des sols de la commune en 2018 (CLC).

L'occupation des sols de la commune, telle qu'elle ressort de la base de données européenne d’occupation biophysique des sols Corine Land Cover (CLC), est marquée par l'importance des territoires agricoles (45,1 % en 2018), en augmentation par rapport à 1990 (44,3 %). La répartition détaillée en 2018 est la suivante : 
forêts (43,6 %), zones agricoles hétérogènes (28,1 %), terres arables (11,8 %), zones urbanisées (11,3 %), prairies (5,2 %). L'évolution de l’occupation des sols de la commune et de ses infrastructures peut être observée sur les différentes représentations cartographiques du territoire : la carte de Cassini (XVIIIe siècle), la carte d'état-major (1820-1866) et les cartes ou photos aériennes de l'IGN pour la période actuelle (1950 à aujourd'hui).

### Lieux-dits et hameaux
- le Cout ;
- Lasserres ;
- Village.

### Risques majeurs
Le territoire de la commune de Puyoô est vulnérable à différents aléas naturels : météorologiques (tempête, orage, neige, grand froid, canicule ou sécheresse), inondations et séisme (sismicité modérée). Un site publié par le BRGM permet d'évaluer simplement et rapidement les risques d'un bien localisé soit par son adresse soit par le numéro de sa parcelle.
Certaines parties du territoire communal sont susceptibles d’être affectées par le risque d’inondation par une crue torrentielle ou à montée rapide de cours d'eau, notamment le gave de Pau et le ruisseau de Lataillade. La commune a été reconnue en état de catastrophe naturelle au titre des dommages causés par les inondations et coulées de boue survenues en 1982, 1983, 1992, 1998, 2009, 2013, 2014 et 2018,.

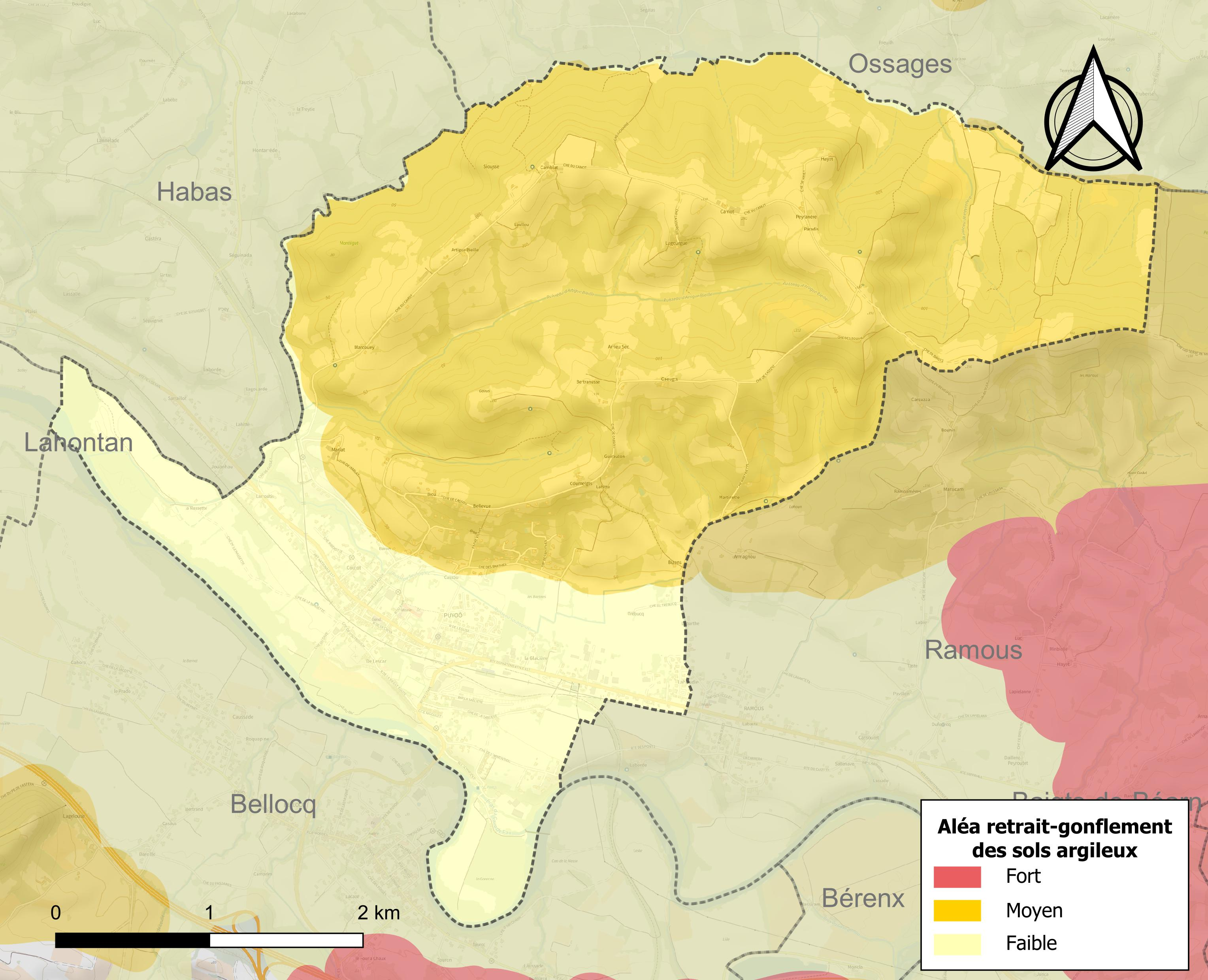
Carte des zones d'aléa retrait-gonflement des sols argileux de Puyoô.

Le retrait-gonflement des sols argileux est susceptible d'engendrer des dommages importants aux bâtiments en cas d’alternance de périodes de sécheresse et de pluie. 72,5 % de la superficie communale est en aléa moyen ou fort (59 % au niveau départemental et 48,5 % au niveau national). Depuis le 1er octobre 2020, en application de la loi ELAN, différentes contraintes s'imposent aux vendeurs, maîtres d'ouvrages ou constructeurs de biens situés dans une zone classée en aléa moyen ou fort,.
Concernant les mouvements de terrains, la commune a été reconnue en état de catastrophe naturelle au titre des dommages causés par des mouvements de terrain en 1983 et 2018.

## Toponymie
Le toponyme Puyoô apparaît sous les formes Puyou (1327, titres de Came), Poyou (1385, censier de Béarn), Puyo (1399, titres de Came), Saint-Jean de Puyou (1735, titres de Puyoô) et Puyòo (1863, dictionnaire topographique Béarn-Pays basque).
Puyoô, Pujòu en béarnais, signifie « monticule, petit puy, petite hauteur », du latin podium, hauteur, avec le suffixe diminutif -olum, réduit à la prononciation en -òu.
Les noms de lieu et de personne Pujol (Occitanie et Catalogne) ont la même origine.

## Histoire
Paul Raymond note que la commune comptait une abbaye laïque, vassale de la vicomté de Béarn. Jean de Péfaur, né vers 1732 a été abbé laïque de Puyoô. Sa fille, Suzanne Antoinette de Péfaur, épouse de Paul Desclaux, seigneur de Lescar, a été abbesse laïque à la suite de son père.
En 1385, Puyoô dépendait du bailliage de Rivière-Gave, nom d'un archiprêtré du diocèse de Dax qui tirait son nom du gave de Pau. On y comptait 24 feux.

## Politique et administration
Le 1er janvier 1973, les communes de Puyoô, Bellocq et Ramous sont fusionnées. La nouvelle commune prend le nom de Puyoô-Bellocq-Ramous. Elles redeviennent indépendantes le 1er janvier 1984.

### Intercommunalité
Puyoô était membre de la communauté de communes du canton d'Orthez, un établissement public de coopération intercommunale (EPCI) à fiscalité propre créé en 1996 et auquel la commune avait transféré un certain nombre de ses compétences, dans les conditions déterminées par le code général des collectivités territoriales.
Celle-ci a fusionné avec sa voisine pour former, le 1er janvier 2014, la  communauté de communes de Lacq-Orthez dont est désormais membre la ville.
Puyoô fait également partie en 2020 d'autres structures intercommunales :
- le syndicat intercommunal d'alimentation en eau potable du Saleys et des Gaves ;
- le SIRP de Puyoô Ramous
- le syndicat d'énergie des Pyrénées-Atlantiques ;
- le syndicat d'assainissement de Puyoô - Bellocq - Ramous ;
- Agence publique de gestion locale

### Liste des maires
| Période                                  | Période                | Identité           | Étiquette                 | Qualité |
| ---------------------------------------- | ---------------------- | ------------------ | ------------------------- | --- |
| Les données manquantes sont à compléter. |                        |                    |                           | |
| 1995                                     | En cours (au mai 2020) | Michel Labourdette | Parti socialiste (France) | Président de la CC du canton d'Orthez (avant 2011 → 2013) Vice-président de la CC de Lacq-Orthez (2014 → ) Réélu pour le mandat 2020-2026, |

### Jumelages
- Flixecourt (France)

## Population et société

### Démographie
L'évolution du nombre d'habitants est connue à travers les recensements de la population effectués dans la commune depuis 1793. Pour les communes de moins de 10 000 habitants, une enquête de recensement portant sur toute la population est réalisée tous les cinq ans, les populations de référence des années intermédiaires étant quant à elles estimées par interpolation ou extrapolation. Pour la commune, le premier recensement exhaustif entrant dans le cadre du nouveau dispositif a été réalisé en 2006.

En 2022, la commune comptait 1 089 habitants, en évolution de −4,14 % par rapport à 2016 (Pyrénées-Atlantiques : +3,78 %, France hors Mayotte : +2,11 %).
| 1793 | 1800 | 1806 | 1821 | 1831 | 1836 | 1841 | 1846 | 1851 |
| ---- | ---- | ---- | ---- | ---- | ---- | ---- | ---- | ---- |
| 482  | 474  | 528  | 576  | 616  | 671  | 646  | 704  | 701  |

| 1856 | 1861 | 1866 | 1872 | 1876 | 1881 | 1886 | 1891 | 1896 |
| ---- | ---- | ---- | ---- | ---- | ---- | ---- | ---- | ---- |
| 672  | 649  | 682  | 643  | 642  | 674  | 726  | 693  | 689  |

| 1901 | 1906 | 1911 | 1921 | 1926  | 1931  | 1936  | 1946  | 1954  |
| ---- | ---- | ---- | ---- | ----- | ----- | ----- | ----- | ----- |
| 684  | 690  | 734  | 938  | 1 219 | 1 300 | 1 178 | 1 177 | 1 109 |

| 1962  | 1968  | 1975  | 1982  | 1990  | 1999  | 2006  | 2011  | 2016  |
| ----- | ----- | ----- | ----- | ----- | ----- | ----- | ----- | ----- |
| 1 141 | 1 154 | 2 259 | 2 234 | 1 007 | 1 032 | 1 107 | 1 184 | 1 136 |

| 2021  | 2022  | - | - | - | - | - | - | - |
| ----- | ----- | - | - | - | - | - | - | - |
| 1 098 | 1 089 | - | - | - | - | - | - | - |

Lors des recensements de 1975 et 1982 Puyoô était fusionnée avec les communes de Bellocq et Ramous. La population est celle de Puyoô-Bellocq-Ramous, ce qui explique les chiffres nettement supérieurs à ceux des autres recensements.

## Économie
L'activité est essentiellement tournée vers l'agriculture (élevage, polyculture, vigne).
La commune fait partie de la zone d'appellation d'origine contrôlée (AOC) du Béarn.

## Culture locale et patrimoine

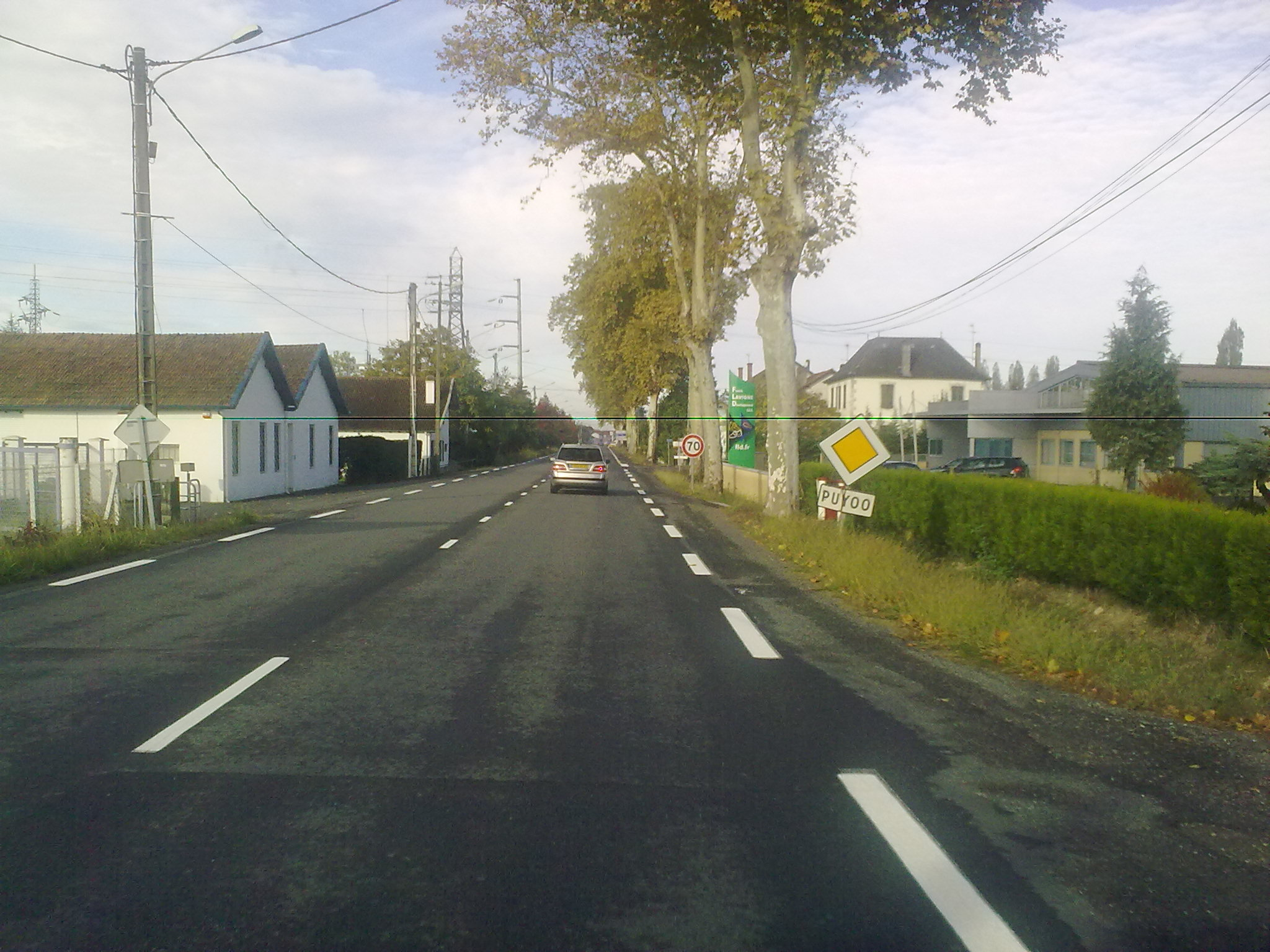
Entrée dans Puyoô.
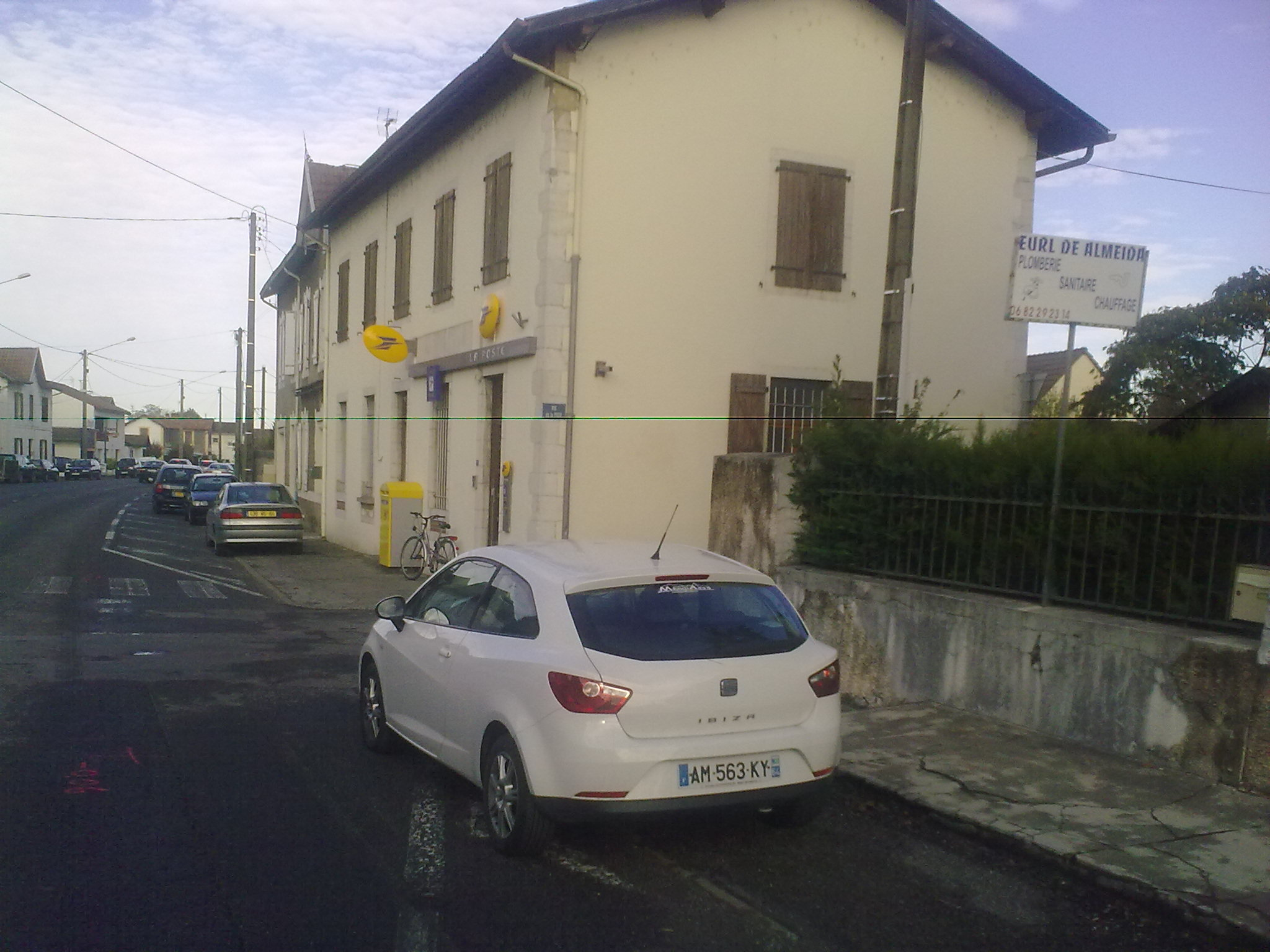
La poste de Puyoô.

La fête communale a lieu fin juin.

### Patrimoine civil

#### Gare de Puyoô

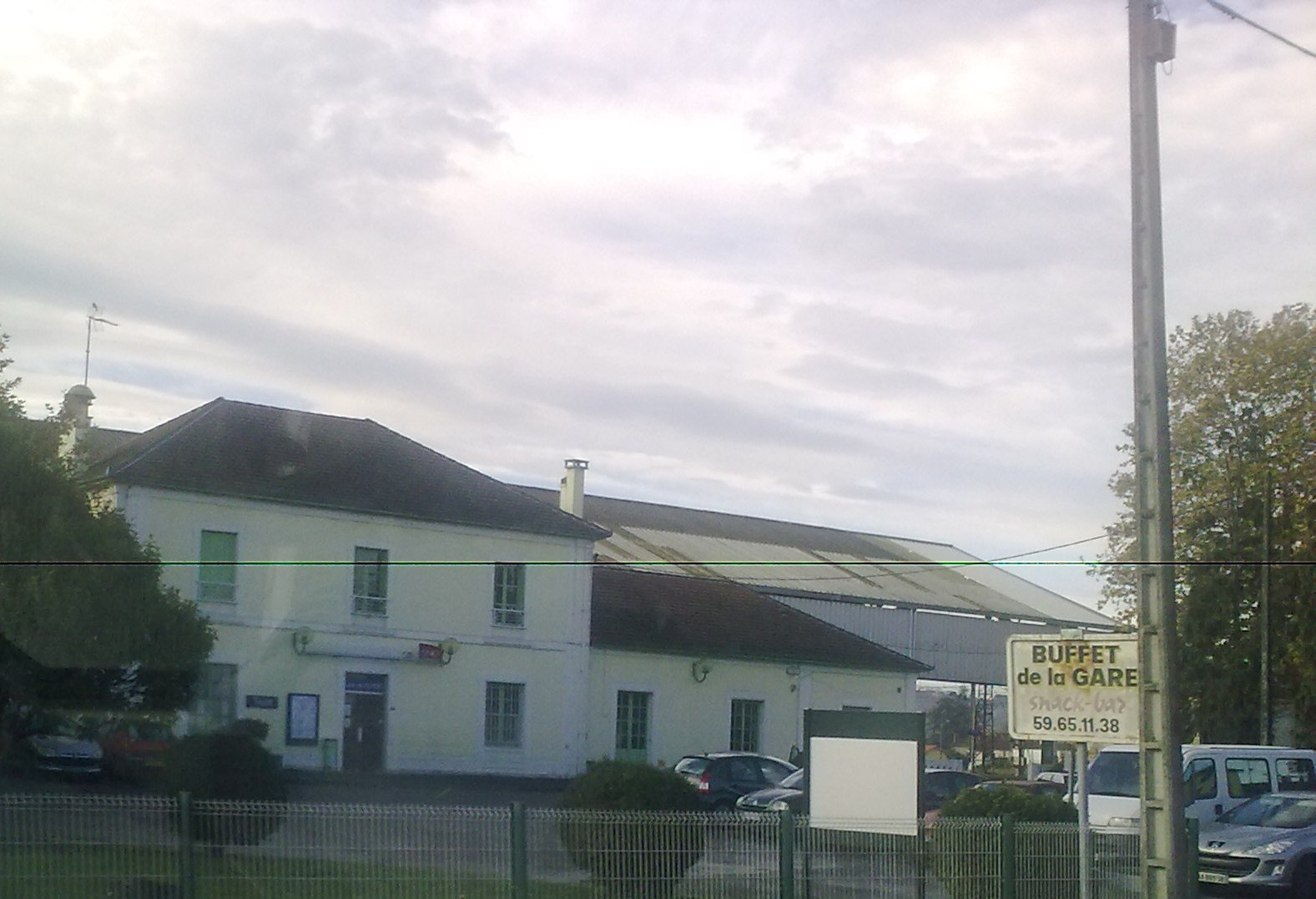
Gare de Puyoô.

La gare actuelle a été construite en 1862 par l'ancienne Compagnie des chemins de fer du Midi. Le bâtiment présente un pavillon central muni de deux ailes construites en maçonnerie enduite et peinte et recouvert d'une toiture en tuiles.
La construction de la Grande Halle voyageurs de Puyoô a été réalisée en 1920.
La desserte TER est évaluée à environ 10 300 voyageurs par an (entrée et sortie).

### Patrimoine religieux

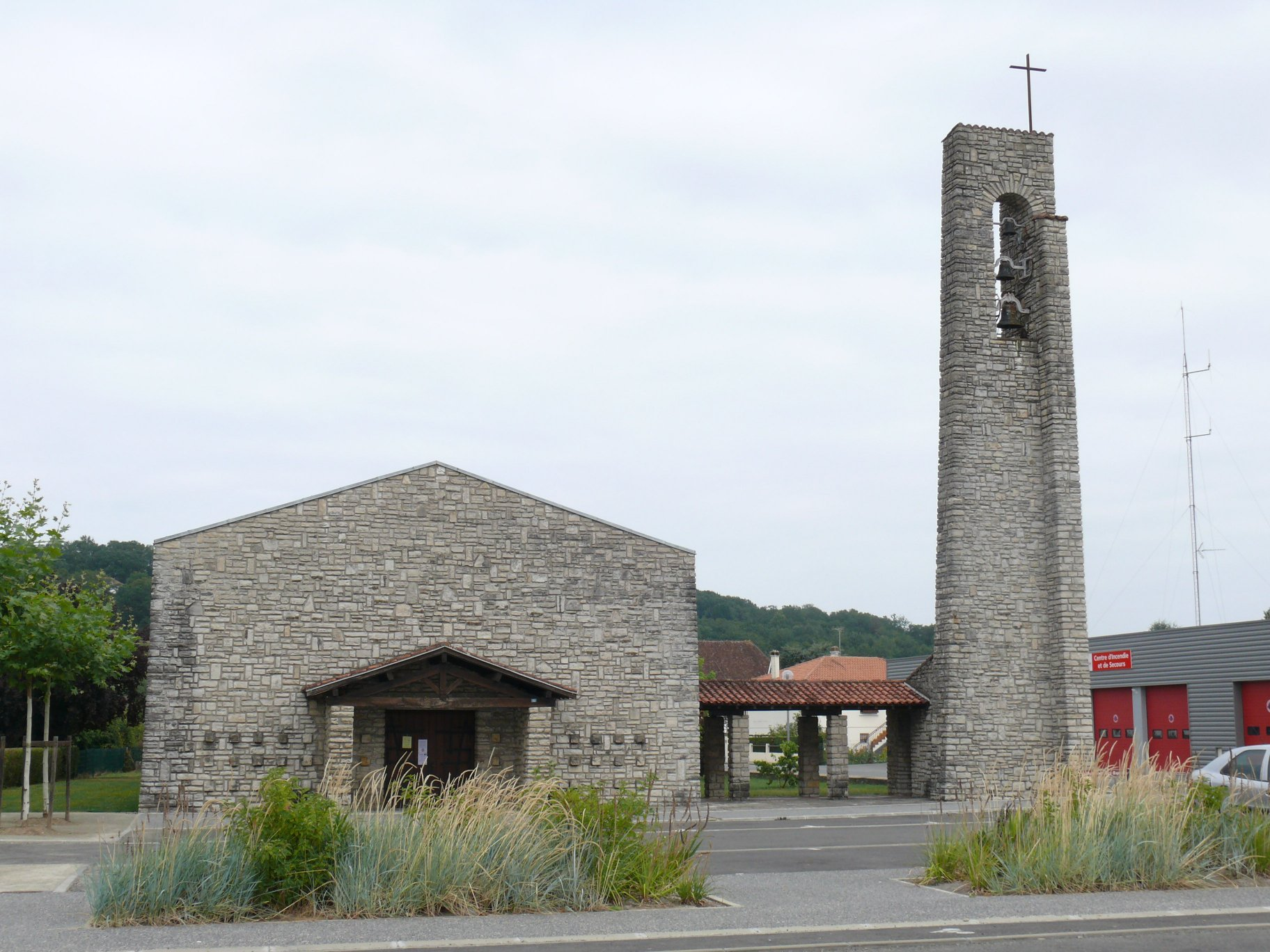
L'église Saint-Jean-Baptiste.

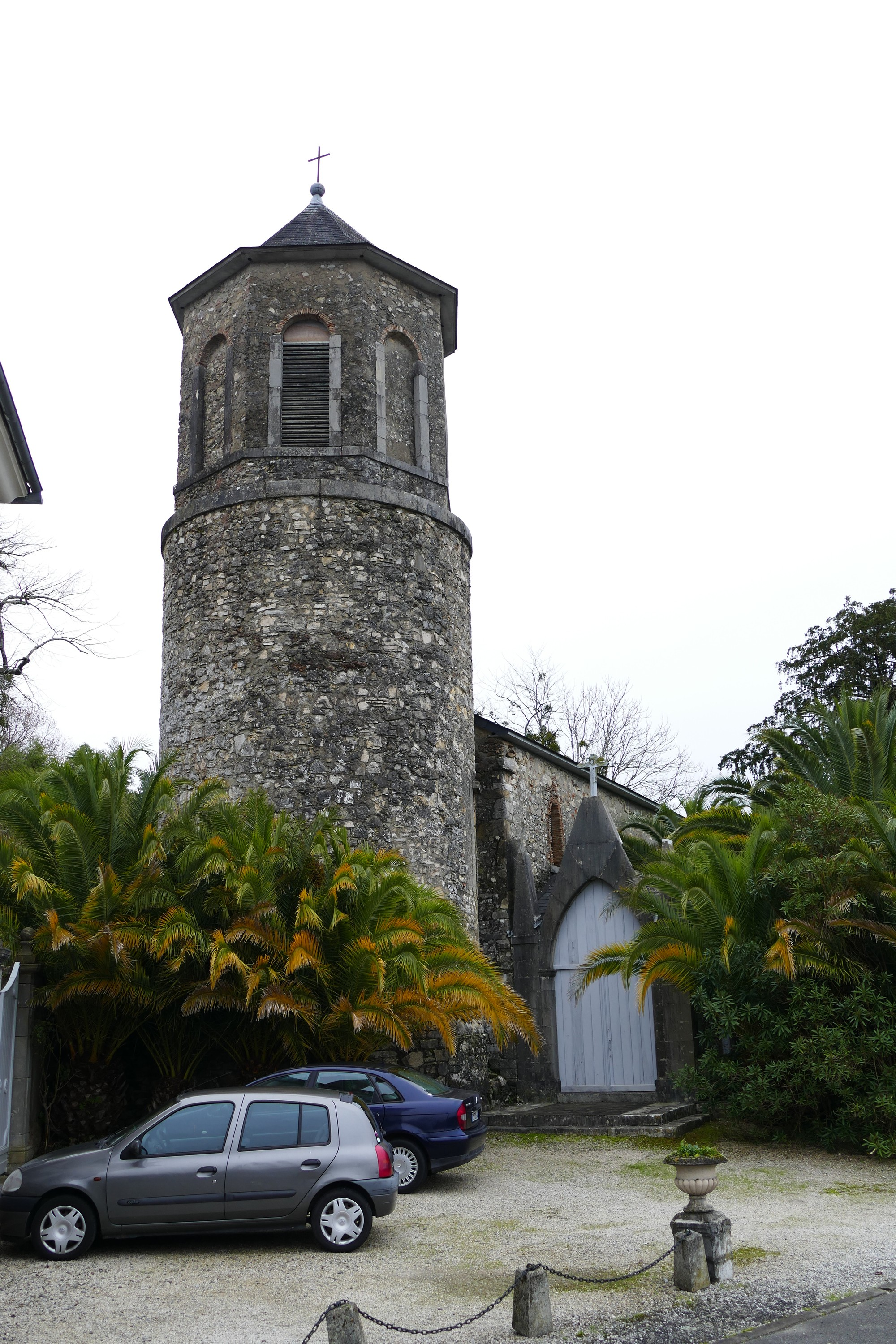
La chapelle Saint-Jean-Baptiste.

La commune de Puyoô compte deux établissements de culte.
L'église inaugurée près de la gare le 5 janvier 1958 est dédiée à Jean le Baptiste, tout comme la chapelle dite Saint-Jean-Baptiste du château de Lescar, ancienne église du monastère.

## Équipements

### Enseignement
La commune dispose d'une école primaire.

### Sports et équipements sportifs
La commune entretient un stade de rugby et des courts de tennis.

### Vie sociale
La commune dispose d'un foyer municipal.